# آنتونیو کاروالیو
آنتونیو دِ مورا کاروالیو (به انگلیسی: Antonio de Moura Carvalho) ملقب به تونی (به انگلیسی: Tony) (متولد ۲۹ می ۱۹۸۶) بازیکن فوتبال اهل برزیل است که در پست هافبک تهاجمی بازی می‌کند.
وی سابقه بازی در تیم‌های بوتافوگو و بوآویشتا را در کارنامه دارد.وی هم اکنون بازیکن تیم Criciuma EC در سری بی برزیل است.